# KV36
Situé dans la vallée des Rois, dans la nécropole thébaine sur la rive ouest du Nil face à Louxor en Égypte, KV 36 est le tombeau de Maiherpri, un noble de la XVIIIe dynastie.
La tombe fut redécouverte en 1899 intacte mais non décorée.